# Il desiderio di essere come tutti
Il desiderio di essere come tutti è un romanzo di Francesco Piccolo edito da Einaudi nel 2013.
Al romanzo è stato assegnato il Premio Strega 2014.

## Edizioni
- Francesco Piccolo, Il desiderio di essere come tutti, Einaudi, Torino 2013
- Francesco Piccolo, Il desiderio di essere come tutti, lettura di Paolo Fiorilli, Centro internazionale del libro parlato, Feltre 2014
- Francesco Piccolo, Il desiderio di essere come tutti, La biblioteca di Repubblica-L'espresso, Roma 2017